# ドンガン人
ドンガン人（ドンガン語: Хуэйзў (回族)、ロシア語: Дунган (東干)）は、主に中央アジアのカザフスタン、キルギス領内のフェルガナ盆地に居住する中国系ムスリム（イスラム教徒）の民族。トゥンガンとも。

## 概要
19世紀（清代）の1862年に中国西部の現陝西省地区から興った回民の反乱が鎮圧された後、ロシア帝国領であった中央アジアに逃げ込んだ人々の子孫を主体とする民族である。ほかに新天地を求めて移住した現甘粛省周辺の回民の子孫もいる。回民は、清代までに漢族（漢民族）との混血が進んでいたため、形質的には漢族とほとんど異ならず、言語も中国語官話方言西北方言の変種を使用しているが、ドンガン人も同様である。中央アジアのキルギス人などの、テュルク系民族との混血はあまり進んでいない。
主にキルギスのビシュケクとカザフスタンのアルマトイの間の農村地帯に集中して居住しており、他に地方都市の郊外に集団で住み、野菜作りや果樹園経営などの農業、魚の養殖などに従事する人々も居る。
言語は、アラビア語やペルシア語、ロシア語の語彙を多く含み、声調記号のないキリル文字で表記する特異な中国語の一方言、ドンガン語を使用している。
「ドンガン」の民族名の由来については諸説あるが、中央アジアのテュルク諸語（現代ウイグル語等）で「（正しい信仰に）立ち戻った（者たち）」を意味する“donghan”の語に由来するという説が有力である。なお、自称は“Хуэйзў”（回族）である。

## 文化
イスラームの教えに則った生活を基本としているが、服装や料理などに、漢民族との共通点も見られる。